# Svarttjärnen (Edefors socken, Norrbotten, 736584-174062)
Svarttjärnen är en sjö i Bodens kommun i Norrbotten och ingår i Luleälvens huvudavrinningsområde.